# Lianmeng Jiedao
Lianmeng Jiedao (kinesiska: 联盟, 联盟街道) är en socken i Kina. Den ligger i provinsen Yunnan, i den sydvästra delen av landet, nära eller i provinshuvudstaden Kunming. Antalet invånare är 118 962. Befolkningen består av 59 518 kvinnor och 59 444 män. Barn under 15 år utgör 11,0 %, vuxna 15-64 år 80 %, och äldre över 65 år 7,0 %.
Genomsnittlig årsnederbörd är 886 millimeter. Den regnigaste månaden är juni, med i genomsnitt 181 mm nederbörd, och den torraste är januari, med 10 mm nederbörd.